# فرودگاه نیروی هوایی سلطنتی لیمینگ
فرودگاه نیروی هوایی سلطنتی لیمینگ (به انگلیسی: RAF Leeming) یک فرودگاه نظامی است . این فرودگاه در کشور انگلستان قرار دارد و در ارتفاع ۴۰ متری از سطح دریا واقع شده است.